# Hector Bolaños
Hector Bolaños Astorquiza (* 1927 in Pasto; † 1990 ebenda) war ein kolumbianischer Journalist.
Bolaños war ein Chronist der Stadt Pasto. 1975 veröffentlichte er den Diccionario Pastuso, das Wörterbuch des Dialekts derselben Stadt.

## Schriften (Auswahl)
- Diccionario pastuso. Pasto: Imprenta del Departamento, 1975. OCLC 2080612
- Los nombres sin olvido: travesia por el Pasto del medio siglo. Pasto: Imprenta del Departamento, 1979. OCLC 144695384
- Historias de mil choferes. 1982.
- 100 lecciones de Nariño. Pasto: Universidad de Nariño, 1985. OCLC 1009089329
- Mit Emiliano Díaz del Castillo Zarama: Los templos de San Juan de Pasto. Pasto: Club Kiwanis, 1996. OCLC 41344205
- Retablo de las vidas humildes. Pasto: Alcaldía Municipal, 1999.
- La michita linda.
- Historia de una lucha.
- Los chicos de la prensa.
- Pastusos de primera plana.